# راوا (آمورا)
آبا بن یوسف بر حما (حدود ۲۸۰ – ۳۵۲ میلادی) که در تلمود به نام راوا (רבא) شناخته می‌شود، یک ربی بابلی از چهارمین نسل آمورائیم بود. او یکی از مورد استنادترین ربی‌های تلمود است.
راوا از پشتیبانی ویژه ایفرا هرمز مادر شاپور دوم ساسانی برخوردار بود. او به این دلیل و با در نظر گرفتن مبالغ هنگفتی که مخفیانه به دربار کمک می‌کرد، توانست از آزار شاپور نسبت به یهودیان بابل بکاهد.